# Henderson Street Bridge
Henderson Street Bridge je silniční most ve městě Fort Worth ve státě Texas v USA. Jedná se o betonový obloukový most, který překonává řeku Trinity River. Most pro čtyřproudou silnici (název má podle nedaleké ulice Henderson Street) byl vybudován v roce 1930 a od roku 2011 je památkově chráněnou stavbou.